# Wilfried Ließmann

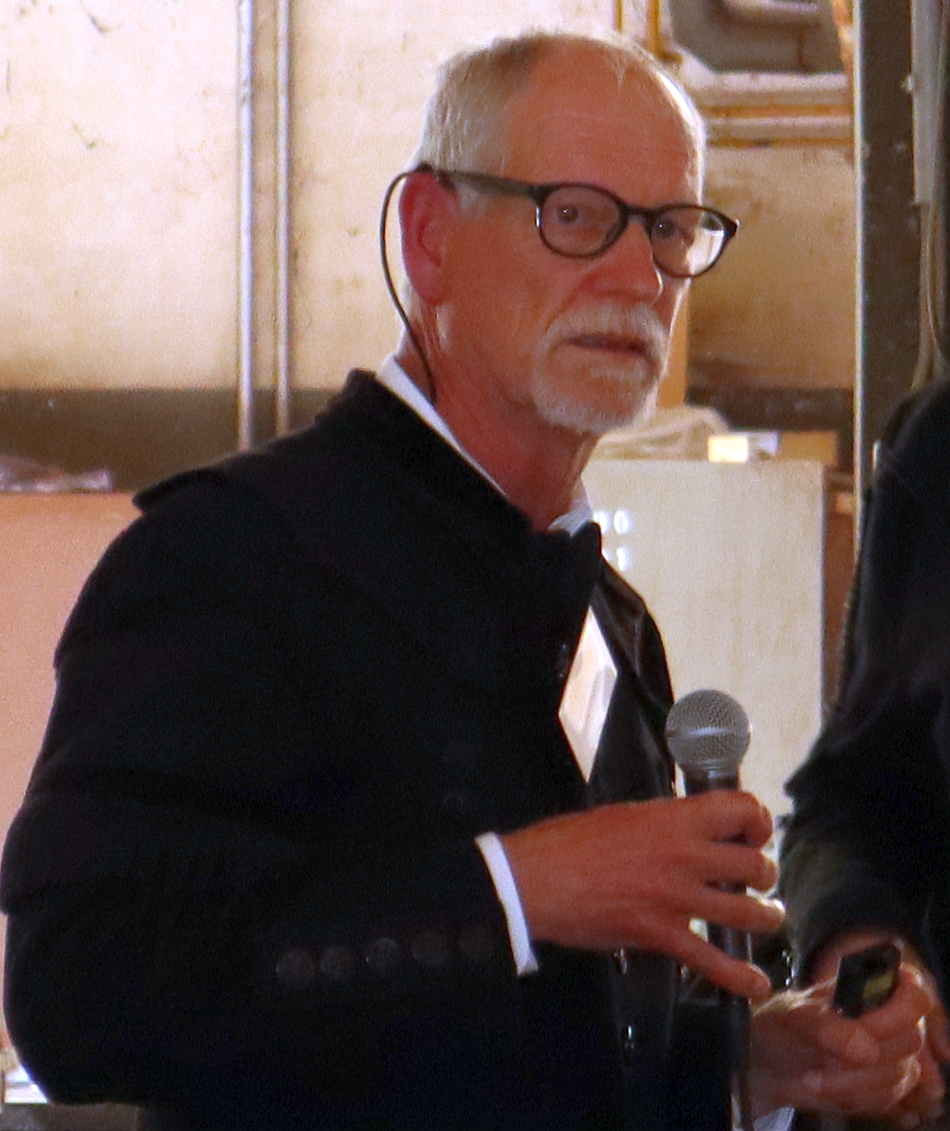
Wilfried Ließmann während eines montanhistorischen Vortrages, 2023

Wilfried Ließmann (* 1958 in Herzberg am Harz) ist ein deutscher Mineraloge, Hochschullehrer und Montanhistoriker.

## Leben
Wilfried Ließmann wuchs in Sieber auf. Er absolvierte an der Technischen Universität Clausthal ein Studium der Mineralogie und schloss dieses 1983 mit einer Diplomarbeit ab. Danach war er wissenschaftlicher Mitarbeiter des Fachgebiets Lagerstättenforschung am Institut für Mineralogie und Mineralische Rohstoffe ebenfalls an der TU Clausthal. Dort promovierte er 1988 über die Massivsulfiderzlagerstätten von Joma bei Røyrvik, im Grong-Distrikt der Landschaft Trøndelag, nahe der schwedischen Grenze im Skandinavischen Gebirge.
Sein Forschungsschwerpunkt ist der Harz und dort speziell der Raum um Sankt Andreasberg. Er ist Mitbegründer des seit 1988 vom Sankt Andreasberger Verein für Geschichte und Altertumskunde betriebenen Lehrbergwerks Roter Bär, dessen stellvertretender Vereinsvorsitzender er bis 2024 war und deren Arbeitsgruppe Montangeschichte er leitet. Gemeinsam mit Hans-Heinrich Hillegeist leitet er außerdem den Arbeitskreis Montangeschichte des Harz-Vereins für Geschichte und Altertumskunde. Darüber hinaus legte Ließmann mehrere Fachpublikationen vor. Sein Hauptwerk Historischer Bergbau im Harz erschien 2010 in 3. Auflage. Außerdem gibt er seit 2005 den Allgemeinen Harz-Berg-Kalender heraus.
Von 1989 bis 1995 war Ließmann Hochschulassistent am Mineralogisch-Petrographischen Institut der Universität Hamburg und von 2015 bis 2018 wissenschaftlicher Mitarbeiter an der TU Clausthal am Institut für Endlagerforschung im Fachgebiet Lagerstätten und Rohstoffe. Seit Oktober 2018 ist Ließmann mit der Verwaltung der Professur des Fachgebiets Mineralogie, Geochemie, Salzlagerstätten am Institut für Endlagerforschung beauftragt. Aufgrund von Neustrukturierungen wurde dieser Fachbereich Teil des 2025 neugeschaffenen Institute of Geotechnology and Mineral Resources. Zu seinen Schülern zählt Alexandre Raphael Cabral, der Entdecker des Minerals Roterbärit (Rtb).

## Schriften (Auswahl)
- Lagerstättenkundlich-geochemische Untersuchungen an der Kieslagerstätte Joma, Norwegen, Technische Universität Clausthal 1988 (Dissertation).
- Kupfererzbergbau und Wasserwirtschaft, Zur Montangeschichte von Bad Lauterberg/Südwestharz, Mecke Druck und Verlag, Duderstadt ca. 2001, ISBN 3-932752-82-1
- Der Bergbau am Beerberg bei Sankt Andreasberg. Ein (Wander)Führer durch den „Auswendigen Grubenzug“ sowie die Anlagen des Lehrbergwerks Grube Roter Bär. Mecke, Duderstadt 2002, ISBN 3-932752-90-2.
- Historischer Bergbau im Harz, 3., vollst. überarb. und erw. Aufl. Auflage, Springer, Berlin u. Heidelberg 2010, ISBN 978-3-540-31327-4 (Auszug).
- (mit Klaus Stedingk und Rainer Bode): Harz. Bergbaugeschichte – Mineralienschätze – Fundorte. Bode Verlag GmbH, Lauenstein [2016], ISBN 978-3-942-58816-4
- Steinreicher Harz. Eine Gesteinskunde für Einsteiger und Fortgeschrittene. Quelle & Meyer Verlag, Wiebelsheim [2018].
- (mit Joachim Gröbner): Die Mineralien des Harzes. Entdecken - Sammeln - Bestimmen. Quelle & Meyer Verlag, Wiebelsheim [2020].
- Im Zeichen des Silbers – Bergbau im Beerberg 1521–1765: Montanhistorische Chronik des Auswendigen Grubenzuges (Wennsglückter-, St. Jacobsglücker-, Reiche Troster- und Edelleuter Gang). St. Andreasberger Verein für Geschichte und Altertumskunde e. V., Beiträge zur Bergbaugeschichte von Sankt Andreasberg, Band 6, Papierflieger, Clausthal-Zellerfeld 2021, ISBN 978-3-86948-787-8 (lehrbergwerk.de [PDF; 11,8 MB]).